# Morgan Wallen
Morgan Wallen (né le 13 mai 1993 à Sneedville, comté de Hancock, Tennessee) est un chanteur et compositeur américain de musique country.

## Biographie
Wallen grandi près de Knoxville. Son père Tommy était pasteur et sa mère Lesli enseignante. Morgan développe un fort intérêt pour la musique dès son plus jeune âge ; Il commence à chanter à l'église à l'âge de trois ans et à jouer du violon à l'âge de cinq ans. Wallen apprend ensuite à jouer du piano et de la guitare, mais au lycée, sa passion est le baseball. Il joue pour l'équipe de Gibbs High School à Corryton, Tennessee. Au cours de sa dernière année, une blessure au coude met fin à sa carrière de joueur de baseball. Après cela, il se concentre sur sa carrière musicale.
En février 2014, Wallen participe à la 6ème saison de l'émission The Voice, dans lequel il chante la chanson "Collide" de Howie Day. Il intègre l'équipe de Usher. Il est ensuite sélectionné par l'équipe d' Adam Levine après son deuxième tour, puis éliminé lors des éliminatoires. The Voice donne à Wallen une visibilité nationale. Il travaille avec Sergio Sánchez du groupe Atom Smash, coach vocal dans l'émission, et ensemble, ils commencent à écrire des chansons qui convenaient à la voix country et à l'attitude rock & roll de Wallen. Après avoir été éliminé de The Voice, il signe avec Panacea Records. Il déménage à Nashville, où lui et Sánchez forment un groupe éphémère, Morgan Wallen & Them Shadows.
À Nashville, Wallen travaille avec un manager et un agent et signe un contrat d'édition avec Big Loud Shirt Music. En 2016, Wallen sort le single The Way I Talk. Il interprète cette chanson sur Jimmy Kimmel Live!. En 2017, il revient et collabore avec Florida Georgia Line sur le single Up Down, qui atteint le top dix du Country Singles Chart et remporte un disque d'or. La chanson est devenue le premier morceau du premier album de Wallen If I Know Me, sorti en avril 2018.
Il est en première partie de Luke Bryan et Jake Owen. En novembre 2020, il reçoit le très convoité prix CMA du nouvel artiste de l'année.
Son deuxième album, Dangerous : the Double Album, no 1 durant plusieurs semaines, est la meilleure vente annuelle dans son pays en 2021.
Aux Billboard Music Awards 2023, Wallen gagne dans 11 catégories, dont Top Male Artist, Top Hot 100 Artist, Top Streaming Artist, Top Country Artist et Top Country Album. Il sort son troisième album studio One Thing at a Time le 3 mars 2023.
Son troisième album, One Thing at a Time, no 1 durant 16 semaines non consécutives, est la meilleure vente d'albums dans son pays en 2023, avec 5,3 millions d'équivalents ventes, devant les 3,2 millions de l'album Midnights de Taylor Swift. C'est la plus forte vente depuis 2015. Last Night, no 1 au Billboard Hot 100 durant 16 semaines, est le titre le plus écouté cette année-là, avec plus d'un milliard d'écoutes. Les 36 chansons de l'album ont généré plus de 6,6 milliards d'écoutes et l'album a été le plus écouté. Il n'a toutefois généré que 326 000 ventes réelles (ventes physiques et téléchargements), soit la 13e meilleure vente annuelle. Morgan Wallen rencontre aussi le succès en Australie (4e meilleure vente annuelle et 2e meilleure vente annuelle pour le single Last Night) et au Canada (plus grosse vente annuelle pour l'album, 4e meilleure vente pour Dangerous, 3e place pour le single Last Night). À l'échelle mondiale, Wallen entre pour la première fois dans les classements annuels de la Fédération internationale de l'industrie phonographique (IFPI) : il est pour l'année 2023 le 6e « global recording artist ». Last Night est le 8e titre le plus écouté (1,39 milliard d'écoutes),,. L'essentiel des ventes sont générées par le streaming. One Thing at a Time a été l'album le plus écouté en 2023 sur les plateformes selon l'IFPI.
Le succès se poursuit en 2024. L'album One Thing at a Time, encore no 1 durant trois semaines non-consécutives (pour un total de 19 semaines) est la deuxième meilleure vente en 2024 aux États-Unis, avec 3,183 millions d'équivalents ventes, derrière un autre album de Taylor Swift. Il dépasse les 8,4 millions d'exemplaires depuis sa sortie. Son ancien album Dangerous est encore la 8e meilleure vente annuelle en 2024, avec 1,895 million d'équivalents ventes, ce qui témoigne de sa longévité et de la popularité de Morgan Wallen. Le chanteur apparait cette année-là en featuring sur la chanson I Had Some Help de Post Malone, un des plus gros hits de l'année avec plus de 820 millions d'écoutes (3e titre le plus écouté sur les plateformes aux États-Unis et 3e titre le plus diffusé en radio). Ce single a accru sa notoriété dans plusieurs pays où la country n'est guère populaire ; il a ainsi atteint la 2e place des charts britanniques. Dangerous est certifié diamant en 2024 aux États-Unis, pour dix millions d'équivalents ventes.
En 2024, Wallen est nommé dans sept catégories lors de la 58e édition des Country Music Association Awards, sa seule victoire est le prestigieux prix de l'artiste de l'année.
Sa tournée américaine et internationale, le One Night at A Time World Tour en 2023 et 2024, est la tournée ayant généré le plus de recettes en termes de vente de tickets pour un artiste country : plus de 300 millions de dollars pour 87 concerts, souvent dans des stades.

## Discographie

### Albums studio
- 2018 - If I Know Me (Big Loud Records)
- 2021 - Dangerous: The Double Album (Big Loud Records / Republic Records)
- 2023 - One Thing at a Time (Big Loud Records / Mercury Records / Republic Records)
- 2025 - I'm the Problem (Big Loud Records / Mercury records / Republic Records)

## Récompenses et nominations
| Année | Association                      | Catégorie                                            | Récompense                                 | Œuvre      | Ref.   |
| ----- | -------------------------------- | ---------------------------------------------------- | ------------------------------------------ | ---------- | ------ |
| 2019  | CMT Music Awards                 | Breakthrough Video of the Year                       | "Whiskey Glasses"                          | Nomination | [ 21 ] |
| 2019  | Country Music Association Awards | New Artist of the Year                               | Himself                                    | Nomination | [ 22 ] |
| 2020  | Academy of Country Music Awards  | New Male Artist of the Year                          | Himself                                    | Nomination | [ 23 ] |
| 2020  | Country Music Association Awards | New Artist of the Year                               | Himself                                    | Lauréat    |        |
| 2020  | iHeartRadio Music Awards         | Country Song of The Year                             | "Whiskey Glasses"                          | Nomination |        |
| 2020  | iHeartRadio Music Awards         | Best New Country Artist                              | Himself                                    | Lauréat    |        |
| 2020  | Billboard Music Awards           | Top Country Song                                     | "Whiskey Glasses"                          | Nomination |        |
| 2020  | Billboard Music Awards           | Top Country Album                                    | If I Know Me                               | Nomination |        |
| 2020  | CMT Music Awards                 | Male Video of the Year                               | "Chasin You' (Dream Video)"                | Nomination |        |
| 2020  | American Music Awards            | Favorite Male Artist-Country                         | Himself                                    | Nomination |        |
| 2020  | American Music Awards            | Favorite Album-Country                               | If I Know Me                               | Nomination |        |
| 2021  | Billboard Music Awards           | Top Song Sales Artist                                | Himself                                    | Nomination | [ 24 ] |
| 2021  | Billboard Music Awards           | Top Country Artist                                   | Himself                                    | Lauréat    | [ 24 ] |
| 2021  | Billboard Music Awards           | Top Country Male Artist                              | Himself                                    | Lauréat    | [ 24 ] |
| 2021  | Billboard Music Awards           | Top Country Album                                    | Morgan Wallen, Dangerous: The Double Album | Lauréat    | [ 24 ] |
| 2021  | Billboard Music Awards           | Top Country Song                                     | Morgan Wallen, "Chasin' You"               | Nomination | [ 24 ] |
| 2021  | Country Music Association Awards | Album of the Year                                    | Dangerous: The Double Album                | Nomination | [ 25 ] |
| 2021  | American Music Awards            | Favorite Male Artist-Country                         | Himself                                    | Nomination | [ 26 ] |
| 2021  | American Music Awards            | Favorite Album-Country                               | Dangerous: The Double Album                | Nomination | [ 26 ] |
| 2021  | Country Now Awards               | Favorite Male Artist                                 | Himself                                    | Lauréat    | [ 27 ] |
| 2021  | Country Now Awards               | Favorite Album                                       | Dangerous: The Double Album                | Lauréat    | [ 27 ] |
| 2022  | Academy of Country Music Awards  | Album of the Year                                    | Dangerous: The Double Album                | Lauréat    | [ 28 ] |
| 2022  | Country Music Association Awards | Entertainer of the Year                              | Himself                                    | Nomination |        |
| 2022  | Country Music Association Awards | Male Vocalist of the Year                            | Himself                                    | Nomination |        |
| 2022  | American Music Awards            | Favorite Male Country Artist                         | Himself                                    | Lauréat    |        |
| 2022  | American Music Awards            | Favorite Country Song                                | "Wasted on You"                            | Lauréat    |        |
| 2023  | ARIA Music Awards                | Best International Artist                            | Himself                                    | Nomination | [ 29 ] |
| 2023  | Country Music Association Awards | Entertainer of the Year                              | Himself                                    | Nomination |        |
| 2023  | Country Music Association Awards | Male Vocalist of the Year                            | Himself                                    | Nomination |        |
| 2023  | Country Music Association Awards | Album of the Year                                    | One Thing at a Time                        | Nomination |        |
| 2023  | Billboard Music Awards           | Top Artist                                           | Himself                                    | Nomination |        |
| 2023  | Billboard Music Awards           | Top Billboard 200 Artist                             | Himself                                    | Nomination |        |
| 2023  | Billboard Music Awards           | Top Radio Songs Artist                               | Himself                                    | Nomination |        |
| 2023  | Billboard Music Awards           | Top Song Sales Artist                                | Himself                                    | Nomination |        |
| 2023  | Billboard Music Awards           | Top Billboard Global 200 Artist                      | Himself                                    | Nomination |        |
| 2023  | Billboard Music Awards           | Top Streaming Songs Artist                           | Himself                                    | Lauréat    |        |
| 2023  | Billboard Music Awards           | Top Country Artist                                   | Himself                                    | Lauréat    |        |
| 2023  | Billboard Music Awards           | Top Male Country Artist                              | Himself                                    | Lauréat    |        |
| 2023  | Billboard Music Awards           | Top Male Artist                                      | Himself                                    | Lauréat    |        |
| 2023  | Billboard Music Awards           | Top Hot 100 Artist                                   | Himself                                    | Lauréat    |        |
| 2023  | Billboard Music Awards           | Billboard Music Award for Top Country Touring Artist | Himself                                    | Lauréat    |        |
| 2023  | Billboard Music Awards           | Top Country Album                                    | One Thing at a Time                        | Lauréat    |        |
| 2023  | Billboard Music Awards           | Top Billboard 200 Album                              | One Thing at a Time                        | Lauréat    |        |
| 2023  | Billboard Music Awards           | Top Streaming Song                                   | "Last Night"                               | Lauréat    |        |
| 2023  | Billboard Music Awards           | Top Country Song                                     | "Last Night"                               | Lauréat    |        |
| 2023  | Billboard Music Awards           | Top Hot 100 Song                                     | "Last Night"                               | Lauréat    |        |
| 2024  | Country Music Association Awards | Entertainer of the Year                              | Himself                                    | Lauréat    |        |
| 2024  | Country Music Association Awards | Male Vocalist of the Year                            | Himself                                    | Nomination |        |
| 2024  | Country Music Association Awards | Single of the Year                                   | "I Had Some Help"                          | Nomination |        |
| 2024  | Country Music Association Awards | Song of the Year                                     | "I Had Some Help"                          | Nomination |        |
| 2024  | Country Music Association Awards | Music Video of the Year                              | "I Had Some Help"                          | Nomination |        |
| 2024  | Country Music Association Awards | Musical Event of the Year                            | "I Had Some Help"                          | Nomination |        |
| 2024  | Country Music Association Awards | Musical Event of the Year                            | "Man Made a Bar"                           | Nomination |        |
| 2025  | Grammy Awards                    | Best Country Song                                    | "I Had Some Help"                          | En attente |        |
| 2025  | Grammy Awards                    | Best Country Duo/Group Performance                   | "I Had Some Help"                          | En attente |        |